# Bille August
Bille August (ur. 9 listopada 1948 w Brede) – duński reżyser i scenarzysta filmowy.
Światową sławę zyskał filmem Pelle zwycięzca (1987), zrealizowanym na podstawie powieści Martina Andersena Nexø. Film ten został nagrodzony Złotą Palmą na 41. MFF Cannes, następnie Oscarem i Złotym Globem za najlepszy film obcojęzyczny i nominacją do Oscara dla Maxa von Sydowa. Film stał się jednym z największych sukcesów w historii duńskiego kina i jest jedną z najdoskonalszych realizacji stylu Augusta: rzeczowego, lapidarnego realizmu, głęboko zakorzenionego w tradycji skandynawskiej epiki literackiej.
Ingmar Bergman powierzył Augustowi realizację swojego scenariusza Dobre chęci (1992). Szwedzko-duńska koprodukcja z udziałem ówczesnej żony reżysera Pernilli August przyniosła twórcy na 45. MFF w Cannes drugą w karierze Złotą Palmę. Uplasowało to Augusta w wyjątkowo elitarnym gronie podwójnych laureatów najważniejszego canneńskiego trofeum (oprócz niego w gronie tym są: Emir Kusturica, Shōhei Imamura, Francis Ford Coppola, bracia Dardenne, Michael Haneke i Ken Loach). Te dwa filmy są największymi arcydziełami Augusta.
Kolejne filmy realizuje już nie tylko w Skandynawii, czasem w USA, czasem w wielkich międzynarodowych koprodukcjach. Inne znane filmy Bille Augusta to Dom dusz (1993, na podstawie powieści Isabel Allende) i Nędznicy (1998, według Victora Hugo).
Zasiadał w jury konkursu głównego na 55. MFF w Cannes (2002).